# Müzeyyen Şevkin

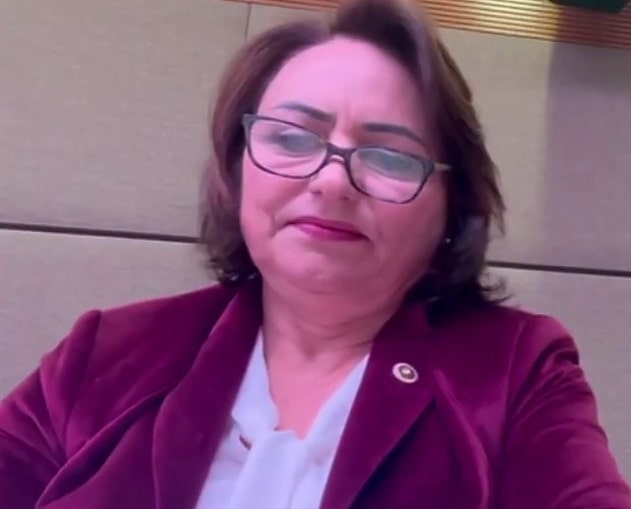
Müzeyyen Şevkin (2023)

Müzeyyen Şevkin (* 1961 in Sucuzade, Seyhan, Provinz Adana) ist eine türkische Politikerin der Cumhuriyet Halk Partisi (CHP), die seit 2018 Mitglied der Großen Nationalversammlung (TBMM) ist.

## Leben
Müzeyyen Şevkin, Tochter von Mehmet Ali Şevkin und dessen Ehefrau Perihan Şevkin, absolvierte nach dem Schulbesuch ein Studium an der Fakultät für Architektur und Geologie der Universität Çukurova (Çukurova Üniversitesi), welches sie 1984 als Ingenieurin für Geologie beendete. Sie absolvierte zudem ihr postgraduales Studium und ihr Promotionsstudium an der Universität Çukurova, welche sie mit einem Master und einem Doktortitel abschloss. Ihre berufliche Laufbahn begann sie 1986 bei der für die Provinz Diyarbakır zuständigen Regionaldirektion der İlbank (İller Bankası AŞ), einer staatlichen Entwicklungs- und Investmentbank mit Sitz in Ankara, die dem Ministerium für Umwelt und Stadtplanung unterstellt ist. Bereits 1987 wurde sie Leiterin der Regionaldirektion der İlbank in Adana, die Dienstleistungen für mehr als 200 Städte und Gemeinden in den Provinzen Adana, Hatay, Mersin und Osmaniye erbringt. 
Sie war einige Zeit Vorsitzende der Zweigstelle der Kammer der Geologischen Ingenieure in Adana, die zur Vereinigung der türkischen Ingenieur- und Architektenkammern TMMOB (Türk Mühendis ve Mimar Odaları Birliği) gehört, und arbeitete im Zusammenhang mit Mängeln in beruflichen Fragen und Praktiken an vielen Themen, wie Seismizität, Stadtplanung, Schutz von Wasserbecken, Festlegung von Mülllagerbereichen, Nichtbauen in geologisch gefährlichen Gebieten und Nutzung von Ebenen für landwirtschaftliche Zwecke. Ferner nahm sie an den Organisations- und Exekutivkomitees des Urban Problems Symposium teil und engagierte sich in der Frauenkommission der TMMOB, der Konföderation der im öffentlichen Dienst beschäftigten Arbeiter KESK (Kamu Emekçileri Sendikaları Konfederasyonu) und 1992 als Gründungsmitglied der Gewerkschaft der Straßen-, Bau-, Infrastruktur-, Grundbuch- und Katasterarbeiter YAPI YOL SEN (Yol, Yapı, Altyapı, Tapu ve Kadastro Emekçileri Sendikası).
Bei der Parlamentswahl in der Türkei am 24. Juni 2018 wurde Müzeyyen Şevkin für die Cumhuriyet Halk Partisi für die Provinz Adana erstmals zum Mitglied der Großen Nationalversammlung TBMM (Türkiye Büyük Millet Meclisi) gewählt und gehört dieser nach ihrer Wiederwahl bei der Parlamentswahl am 14. Mai 2023 seither an. In der 27. Legislaturperiode (24. Juni 2018 bis 3. Juni 2023) wurde sie Mitglied der Kommission für Industrie, Handel, Energie, natürliche Ressourcen, Information und Technologie (Sanayi, Ticaret, Enerji, Tabii Kaynaklar, Bilgi Ve Teknoloji Komisyonu) und gehört dieser auch in der 28. Legislaturperiode seit dem 3. Juni 2023 an. Des Weiteren ist sie Mitglied der Interparlamentarischen Versammlung des Verbandes Südostasiatischer Nationen ASEAN. Nach dem Erdbeben in der Ägäis 2020 und dem Erdbeben in der Türkei und Syrien 2023 wurde sie als Mitglied in die jeweils eingerichteten Erdbebenforschungskommissionen, die Schleimforschungskommission und die Forschungskommission für Probleme älterer Menschen berufen. 
Şevkin ist verheiratet und Mutter von zwei Kindern.